# 2003 EH1
(196256) 2003 EH1은 사분의자리 유성우를 일으키는 소행성일 것으로 예상되는 소행성이다. 정확한 정보가 많이 알려져 있지 않다. 그 이유는 또 다른 모혜성인 C/1490 Y1이 1490년 완전히 쪼개져 버렸기 때문이다.

## 같이 보기
- C/1490 Y1